# 用明海底山
用明海底山（英語：Yomei Seamount），又稱用明海底平頂山，是一座位於太平洋夏威夷－皇帝海山鏈的海底平頂山。其活跃期未知，但周围的海底平顶山大约在5620万年至5960万年之间（古近纪）形成。

## 其他條目
用明天皇